# گورلی
گورلی (به ترکی استانبولی: Görele) شهری است در کشور ترکیه که در استان گره‌سون واقع شده‌است. جمعیت این شهر بر اساس سرشماری سال ۲۰۰۸ میلادی ۱۴٬۷۳۸ نفر و بر اساس برآوردهای سال ۲۰۰۹ میلادی ۱۵٬۰۴۸ نفر می‌باشد.